# Ioan Ludu
Ioan Ludu (n. 17 iunie 1887, Prejmer – d. 11 februarie 1952, Prejmer) a fost un preot și învățător român   delegat la Marea Adunare Națională de la Alba Iulia din 1 decembrie 1918.

## Date biografice
A urmat Teologia. A fost învățător și ulterior preot în Prejmer. După 1918 a devenit profesor de religie la gimnaziul din Prejmer. În 1944 a fost hirotonisit ca protopop de Prejmer.
.

## Activitate Politică
A construit un cămin cultural în localitate, a organizat cursuri de țesătorie, menaj, echipe de teatru, dansuri și cor pentru localnici.  A fost delegat  la Marea Adunare Națională de la Alba-Iulia din 1 decembrie 1918 ca reprezentant electoral Hărman.